# Büchelberg (Neukirchen bei Sulzbach-Rosenberg)
Büchelberg ist ein Gemeindeteil und Dorf der Gemeinde Neukirchen bei Sulzbach-Rosenberg im oberpfälzischen Landkreis Amberg-Sulzbach in der Frankenalb.

## Geografie
Büchelberg liegt im Nordwesten der Oberpfalz etwa neun Kilometer westlich von Sulzbach-Rosenberg und ungefähr vier Kilometer südlich vom Gemeindesitz. Der Ort steht auf einem Sattel des Bergrückens, der sich vom 550 m ü. NHN hohen Büchelberg im Osten über den 534 m ü. NHN hohen Trollberg unmittelbar im Westen weiter westwärts zieht, zwischen den dort trockenen Talmulden des Weigentals im Norden und des Krötengrabens im Süden, die beide zum Talsystem des Högenbachs in der verkarsteten Frankenalb gehören.

## Geschichte
Das bayerische Urkataster zeigt Büchelberg in den 1810er Jahren als ein aus elf Herdstellen bestehendes Dorf, das sich hufeisenförmig um einen heute nicht mehr existierenden Dorfteich gruppierte. Seit dem bayerischen Gemeindeedikt von 1818 hatte Büchelberg zur Gemeinde Bachetsfeld gehört, deren Verwaltungssitz sich im Dorf Bachetsfeld befand. Neben dem namensgebenden Hauptort gehörten dazu die Orte Bodenhof, Erkelsdorf, Ermhof, Fichtelbrunn, Haid, Oberlangenfeld, Pilgramshof und Schwand. Als die Gemeinde Bachetsfeld im Zuge der Gebietsreform in Bayern im Jahr 1976 aufgelöst wurde, wurde Büchelberg mit einigen anderen Gemeindeteilen in die Gemeinde Neukirchen eingegliedert.
| Jahr          | 001875 | 001885 | 001900 | 001925 | 001950 | 001961 | 001970 | 001987 |
| Einwohnerzahl | 68     | 82     | 76     | 100    | 69     | 58     | 55     | 60     |

## Baudenkmäler
Im nördlichen Ortsbereich von Büchelberg stand ein denkmalgeschütztes Bauernhaus, das vor einiger Zeit abgebrochen wurde.
- Liste der Baudenkmäler in Büchelberg